# ویرجینیا راجی
ویرجینیا راجی (انگلیسی: Virginia Raggi؛ زادهٔ ۱۸ ژوئیهٔ ۱۹۷۸) سیاست‌مدار و وکیل اهل ایتالیا است. او از ۲۲ ژوئن ۲۰۱۶ شهردار رم است.